# Corematodus shiranus
Corematodus shiranus è una specie di pesci della famiglia dei ciclidi nativa dei laghi Malawi, Malombe e delle rive superiori del fiume Shire in Africa Orientale. 
Questa specie pratica un mimetismo aggressivo nei confronti dei ciclidi Nyasalapia, un sottogenere di Oreochromis, tanto nei pattern cromatici quanto nel modo di nuotare: ciò lo rende capace di avvicinarsi insospettato a banchi di questa specie e impadronirsi di una boccata di scaglie o pinne.